# 군성섬요시
《군성섬요시》(중국어: 群星闪耀时)는 2024년 방송되었던 중화인민공화국의 드라마이다.

## 등장 인물
- 리셴 - 샹위안성(向远生) 역
- 런민 - 뤄민민(骆珉敏) 역
- 저우유 - 천하오(陈浩) 역
- 왕쯔쉬안 - 스쥔위(石珺昱) 역
- 왕마오레이 - 웨이다이칭(魏岱擎) 역
- 쑹팡위안 - 뤄친친(骆勤芹) 역
- 장이 - 펑광윈(冯广云) 역
- 리즈모 - 리추스(黎秋实) 역
- 쑹닝펑 - 화량(华梁) 역